# Língua nengone
Nengone é uma língua Oceânica falada por cerca de 8.720 pessoas da ilha Maré e Tigadas das ilhas Lealdade day, Nova Caledônia.
Também há falantes de Nengone na Província do Sul, no sul da Ilha de Numeá.

## Outros nomes
A língua também é conhecida como Iwatenu, Mare, Marean, Nengonese ou P'ene Nengone. 

## Registros
Existem três registros de Nengone: Pene Animac, que é usado em conversas cotidianas com familiares e amigos, P'ene Iwateno, que é usado em ocasiões formais, e P'ene Egesho, que é usado para mostrar desprezo e em conflitos.

## Escrita
O alfabeto latino usasdo pela língua não apresenta as letras Q e V. Usam-se as formas C’, Dr, Hm, Hn, Hng, K’, Ng, Hy, Sh, T’, Th, Tr, Wh, Xh.

## Fonologia
O inventário fonológico de consoantes é atipicamente grande para uma língua oceânica. Muitos sons que são alofones em outras subfamílias são fonemas distintos na língua Nengone:
|           |        | Labial | Dental | Alveolar | Retroflexa | Palatal | Velar | Glotal |
| --------- | ------ | ------ | ------ | -------- | ---------- | ------- | ----- | ------ |
| Plosiva   | surda  | p      |        | t        | ʈ          |         | k     | ʔ      |
| Plosiva   | sonora | b      |        | d        | ɖ          |         | ɡ     |        |
| Africada  | surda  |        |        |          |            | t͡ʃ      |       |        |
| Africada  | sonora |        |        |          |            | d͡ʒ      |       |        |
| Fricativa | surda  | (f)    | θ      | s        |            | ʃ       | (x)   | h      |
| Fricativa | sonora |        |        | z        |            |         | ɣ     |        |
| Nasal     | surda  | m̥      |        | n̥        |            |         | ŋ̊     |        |
| Nasal     | sonora | m      |        | n        |            | ɲ       | ŋ     |        |
| Rótica    | Rótica |        |        | r        |            |         |       |        |
| Semivogal | surda  | w̥      |        |          |            |         |       |        |
| Semivogal | sonora | w      |        |          | ɭ          | j       |       |        |

Fonemas entre parênteses ocorrem apenas em palavras emprestadas de outras línguas.
|         | Anterior | Posterior |
| ------- | -------- | --------- |
| Fechada | i        | u         |
| Medial  | e        | o         |
| Medial  | ɛ        | ɔ         |
| Aberta  | a        | a         |